# Dylan Wykes
Dylan Wykes, född 6 juni 1983, är en friidrottare från Kanada. Han deltog vid olympiska sommarspelen 2012.